# Maggie Reilly
Maggie Reilly (* 15. září 1956 Glasgow) je skotská zpěvačka, známá především svou spoluprací s multiinstrumentalistou Mikem Oldfieldem v letech 1980 až 1984. Pro Oldfielda nazpívala známé hity jako „Family Man“, „Moonlight Shadow“, „Foreign Affair“ nebo „To France“.
Reillyová byla v 70. letech členkou kapely Cado Belle hrající hospodský rock. S ní vydala v roce 1976 jedno album.
Roku 1992 vydala Reillyová první sólové album Echoes, ze kterého pochází úspěšné singly „Everytime We Touch“, „Tears in the Rain“ a „Wait“.
Maggie Reillyová spolupracovala také s dalšími hudebníky (např. Mike Bett, Jack Bruce, Runrig, The Sisters of Mercy nebo Smokie).

## Sólová diskografie
- Echoes (1992)
- Midnight Sun (1993)
- All the Mixes (1996)
- Elena (1996)
- Elena: The Mixes (1997)
- The Best of Maggie Reilly: There and Back Again (1998)
- Starcrossed (2000)
- Save It for a Rainy Day (2002)
- Rowan (2006)
- Looking Back, Moving Forward (2009)
- Heaven Sent (2013)
- Starfields (2019)